# Сігтриґ II
Сігтриґ II (дан. Sigtryggr, ? —після 942) — король Йорвіку у 941—942/943 роках.

## Життєпис
Походив з роду Лодброка. Молодший син Сігтриґа I, короля Йорвіка. Про дату народження та молоді роки нічого невідомо. Значну частину життя провів у Дубліні. У 939 році разом зі старшим братом Олафом повернувся до Йорвіку.
У 941 році владу в королівстві захопив Олаф Сігтриґсон. Напевне, тоді ж Сігтриґ став співкоролем. Втім вперше згадується у 942 році. Можливо, тоді його було зроблено співволодарем брата задля зміцнення влади роду в Йорвіку. Про панування Сігтриґа II замало відомостей, залишалося тільки декілька срібних монет (пенні).
Висувається версія, що Сігтриґа II разом з братом Олафом II було повалено внаслідок боротьби з родичем Рагнальдом. Помер можливо в Ірландії.
За іншою версією, брав участь у поході проти франків, що втрутилися у боротьбу партій в Нормандії після смерті герцога Вільгельма I. Проте зазнав поразки й загинув в Нормандії у битві з Людовиком IV.